# Talaromyces retardatus
Talaromyces retardatus är en svampart som beskrevs av Udagawa, Kamiya & Kaori Osada 1993. Talaromyces retardatus ingår i släktet Talaromyces och familjen Trichocomaceae.   Inga underarter finns listade i Catalogue of Life.